# Комисия по жертвите на атомните бомбардировки
Комисия по жертвите на атомните бомбардировки (на английски: Atomic Bomb Casualty Commission, ABCC) (на японски: 原爆傷害調査委員会, Genbakushōgaichōsaiinkai) е държавен научен орган на Съединените щати.
Създадена е през 1946 г. в съответствие с директива от президента на САЩ Хари С. Труман към Националната академия на науките и Националния съвет за научни изследвания на САЩ, за да извършва разследвания на късните ефекти от радиацията сред оцелелите от атомните бомбардировки в Хирошима и Нагасаки (хибакуша).
Поради това, че е предназначена само за научни изследвания и проучване, а не да осигурява медицински грижи, а също и защото е силно подкрепяна от Съединените щати, ABCC като цяло се ползва с недоверие от повечето оцелели японци. Тя работи в продължение на почти 30 години преди нейното прекратяване през 1975 година.

## Развитие
Първоначалните разследвания започват, след като Радио Токио съобщава за мистериозни смъртни случаи в Хирошима и Нагасаки. На 19 септември 1945 г. американската армия изпраща разследващ екип, ръководен от генерал Томас Фарел, който вече е работил по проекта в Манхатън, за да сложи край на слуховете. По-късно Фарел описва задачата си като „Нашата мисия беше да докажем, че няма радиоактивност“.
ABCC пристигна в Япония на 24 ноември 1946 г. и за първи път се запознава с операциите на японските военни. Тя посещава Хирошима и Нагасаки, за да види какво вече е направено. Тя открива, че японците имат добре организирана медицинска група към Японския национален изследователски съвет, която извършва незабавни и отложени проучвания на щетите върху оцелели от атомна бомба. Почти невъзможно е да се получи точна цифра колко души са загинали при двете бомбардировки, тъй като и двата града са били евакуирани от началото на войната. Хирошима очаква бомбардировки, тъй като градът е основен военен център за снабдяване, така че много хора са напуснали района. Хората от околните райони също идвали в града на нередовни интервали, за да помагат в работни групи. Робърт Холмс, режисьор от 1954 до 1957 г., каза, че оцелелите са най-важните живи хора.
ABCC също разчита на работата на японски учени, които са наблюдавали оцелелите преди ABCC да пристигне в Япония. Така че има информация от американски и японски източници.
ABCC се разраства бързо през 1948 и 1949 г. Работната му сила се учетворява за една година. До 1951 г. има общо 1063 служители – 143 американци и 920 японци. Може би най-важното изследване, предприето от ABCC, е изследването на генетиката, което се фокусира върху несигурността относно възможните дългосрочни ефекти на йонизиращото лъчение върху бременни жени и техните неродени деца. Проучването не открива доказателства за широко разпространени генетични увреждания. Въпреки това се наблюдава поразително увеличение на микроцефалията и умствената изостаналост при деца, изложени на пренатална (пред родилна) радиация.

## Реакции
Повечето японци не вярват на ABCC, тъй като той е създаден за чисто научни изследвания и преподаване, а не за медицински грижи и е до голяма степен подкрепен от Съединените щати. Освен това е критикувано, че разследванията са се провеждали в делнични дни в работно време и че засегнатите лица не са били обезщетени за тях. ABCC пренебрегна японските нужди в малки детайли: табелите и списанията в чакалните са само на английски. Подовата настилка в чакалнята за майки и бебета е полиран линолеум, така че жените със сабо (японски налъми) често се подхлъзват и падат. ABCC всъщност не лекува оцелелите, а просто ги изучава с течение на времето. От друга страна прегледите донасят медицинска информация. Бебетата получават преглед при раждането и 9 месеца по-късно. Здравните прегледи на бебетата преди са почти непознати там. Извършени са и медицински прегледи на възрастни.

## Продължение
През 1951 г. Агенцията за атомна енергия (AEC) иска да замрази средствата за дейността на завода ABCC в Япония. В резултат на това генетикът Джеймс В. Нийл подава обжалване и AEC се съгласява да плаща 20 000 долара годишно в продължение на три години, за да продължи изследването. Въпреки всички усилия, доверието в ABCC е в упадък. Работата е възобновена през април 1975 г. под ново име и организация, Фондация за изследване на радиационните ефекти. Следващата комисия е съставена от равен брой от САЩ и Япония и е активна и до днес.
Докладите на ABCC остават секретни до април 1952 г. Когато докторът Шингето Фумио говори на конгрес на японски хематолози през 1952 г. за забележимо увеличение на левкемията като възможна последица от атомната бомба, ABCC го критикува остро. Други японски лекари и учени също събират данни и клинични истории (въпреки че е забранено за известно време). Те документират – и го правят и днес – последствията и последствията от бомбените експлозии: стотици хиляди случаи на рак, разнообразни клинични картини, деформации и генетични увреждания в следващите поколения.

## Критики и дебати
Комисията за последствията от атомната бомба (ABCC, 1946 – 1975) събирала информация за медицинските ефекти на атомната бомба върху хибакуша без да предоставя медицински грижи, облекчение или финансова компенсация за изследванията, които често продължавали цял ден, за вече значително обеднялото население. Въпреки че не е част от окупационните власти, комисията служи като инструмент за събиране на данни за Съединените щати. В проекта участват както японски, така и американски лекари, но Съединените щати в крайна сметка придобиват всички събрани данни от изследвания, снимки и образци (включително части от тела, понякога взети без съгласието на семействата), които до голяма степен остават в САЩ и до днес. Информацията, събрана от лекарите, не може да бъде публикувана или споделяна в Япония по време на окупацията. Тези данни включват медицински доклади и аутопсии на хибакуша.
Голяма част от докладите за хуманитарните последствия от бомбата си забранени както в Съединените щати, така и в Япония. Също така е разпространена пропаганда, която оспорвала медицинските резултати, особено по отношение на ефектите от радиацията, в американската преса.
Японските лекари лекували пациенти и събирали информация за тях, като създавали досиета, но докладите са събрани от САЩ, без разрешение за публикация, и до днес са труднодостъпни в Националния архив на Мериленд. Някои човешки образци и клинични изследвания са съхранявани в Съединените щати до май 1973, в ущърб на семействата на хибакуша.
Много хибакуша свидетелстват за унижението, на което са подложени, като са принуждавани да стоят голи в продължение на часове, за да бъдат фотографирани, заснемани и изследвани като опитни животни от ABCC, да показват притеснителното си оплешивяване, да дават кръв и други проби, без да получават никаква подкрепа. Жертвите описват тормоз от страна на ABCC, който редовно ги вика за прегледи или дори отива да взема децата от училище без съгласието (или въпреки протестите) на родителите.
Дългите часове, прекарани в изследвания, са допълнителна трудност за хибакуша, което прави трудно намирането на работа, без да се предоставя финансова компенсация или дори храна, докато повечето хибакуша живеят в крайна бедност. ABCC извършва също множество аутопсии, до 500 на година, като вземал тъкани и части от тела, често без съгласието на семействата, за да бъдат изпратени в САЩ. Тези аутопсии често се извършвали непосредствено след смъртта, което е тежко за семейството.
Оцелелите са подложени на тормоз без никаква компенсация. Починалите, дори и децата, са подложени на дисекция.
Повечето жени, които преживели бомбата и били бременни по време на експлозията, направили спонтанни аборти. Оцелелите бебета страдат от микроцефалия, сърдечни заболявания, тежки умствени изоставания и нарушения в развитието, резултат от силното излагане на радиация в утробата. На жените е казано, че това се дължи на стрес и недохранване, което ги кара да се чувстват виновни за собственото си положение. Медицинските резултати за радиацията са цензурирани, а оцелелите разбират истинските причини за тези аномалии много по-късно.
Без налични данни не може да се стигне до заключение и това възпрепятства всякакви публикации за хибакуша. С цензурата на докладите нито един японец не може да се информира за последствията от радиацията, което води до смъртта на тези, които оставали изложени на радиоактивност. За починалите хибакуша, събирането на органите им без съгласие е нарушение на желанията на семейството, но за оцелелите тези медицински досиета, от които дългосрочните оцелели се нуждаят, за да докажат своя статус на хибакуша и да получат подходяща медицинска помощ, изчезват. Когато медицинските доклади накрая стават достъпни, за много хибакуша било прекалено късно. Когато хибакуша получили право на медицинска помощ от японската държава, те трябвало да предоставят документация, за да докажат своя статус. Имайки предвид, че над 23000 данни, включително клинични доклади, човешки останки и други, са държани в секретност от САЩ до май 1973 г., много хибакуша имат трудности да докажат своя статус.

### Район Нишияма в Нагасаки
Комисията ABCC също се съсредоточи върху района Нишияма  в Нагасаки. Планини се намираха между хипоцентъра и Нишияма, което предотвратило радиацията и топлината от експлозията да достигнат директно до Нишияма, в резултат на което не е имало незабавни щети. Въпреки това, поради падащата пепел и дъжд, значително количество радиация все пак е било налице. Затова след войната са проведени здравни проучвания, без местното население да бъде информирано за истинската им цел. Първоначално тези изследвания в Нишияма били извършвани от американската армия, но по-късно били предадени на комисията ABCC.
Няколко месеца след атомните бомбардировки жителите на Нишияма показали значително увеличение на броя на белите кръвни клетки. При животни левкемия може да се развие след облъчване на цялото тяло, затова изследователите искали да проучат какво се случва при хората. Остеосарком също бил диагностициран при индивиди след перорално поглъщане на радиоактивен материал. Според доклад, написан от комисията ABCC, жителите на района Нишияма, които не били пряко засегнати от атомната бомбардировка, били считани за идеално население за наблюдение на ефектите от остатъчната радиация.
Съединените щати продължили изследванията върху остатъчната радиация дори след като Япония възвърнала независимостта си, но резултатите никога не били споделени с жителите на Нишияма. В резултат на това жителите продължили да се занимават със земеделие след войната, но броят на пациентите с левкемия се увеличил и повече хора починали.
След атомните бомбардировки японските учени искали да проведат изследвания, за да помогнат за лечението на хибакуша, но SCAP не позволил на японските изследователи да проучват щетите, причинени от атомната бомба. Особено до 1946 г. регулациите били строги, което допринесло за увеличаване на смъртността от радиационно облъчване.

### Използване на Торотраст и изследвания на ABCC в Хирошима
След Втората световна война Комисията за жертвите на атомната бомба (ABCC), създадена от Съединените щати в Хирошима, провела медицински изследвания с използване на радиоактивния контрастен агент Торотраст и подобен агент, наречен Умбра-Тор. Между 1949 и 1951 г. тези агенти били прилагани на мъже пациенти на възраст от 19 до 71 години в болница в Куре, префектура Хирошима, а рентгенови изследвания били извършени в съоръженията на ABCC.
Торотраст бил широко използван в международен план от 1930-те до 1940-те години. Поради склонността му да остава в тялото за продължителен период и да излъчва радиация, той бил свързван с риск от вътрешно облъчване и рак. В Япония се смята, че между 20 000 и 30 000 души са получили инжекции с Торотраст преди края на войната.
Доклад на ABCC от 1964 г. отбелязал, че сред 56 индивида, получили контрастния агент, девет били починали до 1961 г., пораждайки подозрения за дългосрочни ефекти от радиацията, въпреки че не била установена пряка връзка с причината за смъртта. Сред 23-те оцелели пациенти, 20 все още имали остатъци от агента в телата си, а 14 проявявали симптоми като фиброза. Това отбелязало преход от по-ранни, по-благоприятни оценки на Торотраст към по-предпазлив подход.
Докато Торотраст не бил одобрен за употреба в Съединените щати поради опасения за безопасността, изследвания върху неговите ефекти продължили в окупирана Хирошима. Предполага се, че изследователските данни по-късно били изнесени от Япония и отведени в чужбина.

### Критика на нетерапевтичните изследвания върху хора
Съединените щати провеждали изследвания върху ефектите на радиацията в Япония. Хибакуша били произволно привиквани в съоръжения, които изглеждали като болници, но вместо да получат медицинско лечение, десетки хиляди оцелели били използвани като изследователски обекти от Комисията за жертвите на атомната бомба (ABCC). Когато медицински специалисти идентифицирали потенциално животозастрашаващи състояния сред оцелелите, ABCC не разкривала тази информация и не предоставяла лечение, избирайки да наблюдава развитието на болестите.
Австралийският историк Пол Хам критикува отношението на ABCC към оцелелите от атомната бомба като подобно на използването им като лабораторни плъхове.
| „ | Директивата не споменаваше лечение: удължаване на живота, облекчаване на болката – нито едното, нито другото не били нито намеренията, нито страничните продукти на задачата. Дали пациентите – или по-точно експонатите – ще живеят или умрат било без значение за хартата на чуждестранните лекари. Как жертвите са живели или умирали, дали състоянието им се е подобрявало или влошавало; дали са страдали от рак в някакъв бъдещ момент или са го предавали на децата си – такива били въпросите на студеното научно изследване. С две думи, облъчените японски цивилни трябвало да служат като американски лабораторни плъхове. В това се съдържала полза – бъдещи рационалисти биха твърдели – от хвърлянето на бомбата върху град: да се събират научни данни за гама радиацията. | “ |